# 德蘇烏扎拉
《德蘇烏扎拉》（俄語：Дерсу Узала）是一部由日本與蘇聯合作拍攝的1975年電影，由同名书籍改编而成，由日本導演黑澤明所執導。

## 劇情簡介
讲述俄国探险家弗拉基米尔·阿尔谢尼耶夫率队于1902年至1907年间、在俄国遠東聯邦管區乌苏里江盆地的探勘之行，以及赫哲族猎人德蘇·烏札拉为他担任向导的经历。

## 獲獎
- 奧斯卡最佳外語片獎
- 莫斯科影展大獎

## 外部連結
- . Japanese Movie Database.   [2007-07-18]. （原始内容存档于2021-02-08）.
- 互联网电影数据库（IMDb）上《德蘇烏扎拉》的资料（英文）
- 豆瓣电影上《德蘇烏扎拉》的資料 （简体中文）